# Терки (Северна Каролина)
Терки (енгл. Turkey) град је у америчкој савезној држави Северна Каролина.

## Демографија
По попису из 2010. године број становника је 292, што је 30 (11,5%) становника више него 2000. године.
| Група             | 2000.       | 2010.       |
| Белци             | 199 (76,0%) | 154 (52,7%) |
| Афроамериканци    | 49 (18,7%)  | 78 (26,7%)  |
| Азијати           | 4 (1,5%)    | 3 (1,0%)    |
| Хиспаноамериканци | 9 (3,4%)    | 58 (19,9%)  |
| Укупно            | 262         | 292         |